# L'Avocat du diable (film, 1993)
Pour les articles homonymes, voir L'Avocat du diable.
Pour plus de détails, voir Fiche technique et Distribution.
L'Avocat du diable (Guilty as Sin) est un film de procès américain réalisé par Sidney Lumet et sorti en 1993.

## Synopsis
Jennifer Haines est une brillante avocate de Chicago, spécialiste des « cas désespérés ». Un jour, elle rencontre au tribunal David Greenhill, accusé du meurtre de sa riche femme, Rita. Ce dernier souhaite l'engager mais elle refuse. Troublée par le charme de ce gigolo manipulateur, elle se lance finalement dans cette affaire, malgré les preuves évidentes de sa culpabilité.

## Fiche technique
- Titre français : L'Avocat du diable
- Titre original : Guilty as Sin
- Réalisation : Sidney Lumet
- Scénario : Larry Cohen
- Musique : Howard Shore
- Photographie : Andrzej Bartkowiak
- Montage : Evan A. Lottman (de)
- Société de production :
- Pays de production :  États-Unis
- Genre : thriller, juridique
- Durée : 107 minutes
- Dates de sortie : 4 juin 1993, 8 septembre 1993 (France)

## Distribution
- Rebecca De Mornay (VF : Micky Sébastian) : Jennifer Haines
- Don Johnson (VF : Patrick Poivey) : David Greenhill
- Stephen Lang (VF : Pascal Renwick) : Phil Garson
- Jack Warden (VF : André Valmy) : Moe
- Dana Ivey (VF : Danielle Volle): le juge Tompkins
- Ron White (VF : Michel Papineschi) : Diangelo
- Norma Dell'Agnese : Emily
- Sean McCann : Nolan
- Luis Guzmán : le lieutenant Bernard Martinez
- Tom Butler : D.A. Heath
- Barbara Eve Harris (VF : Maïk Darah) : Kathleen Bigelow
- John Kapelos : Ed Lombardo
- Tom McCamus : Ray Schiff
- Harvey Atkin (VF : Georges Berthomieu) : le juge Steinberg
- Lynne Cormack (VF : Anne Rondeleux) : Esther Rothman

## Production
Le tournage a lieu d'octobre à novembre 1992. Il se déroule principalement à Toronto avec quelques scènes à Chicago.

## Accueil
Le film est présenté hors compétition au festival de Deauville 1993. Si les critiques sont mitigées, le film reçoit une moyenne de 3,1/5 sur le site Allociné de la part des spectateurs et sur la base de 200 notes attribuées.

## Box-Office
Tourné pour un budget de 12 millions de dollars, le film est un succès commercial, rapportant un minimum de 22 millions de dollars sur le sol américain additionnés aux 17 millions de dollars gagnés à l'international, soit un total d'environ 40 millions de dollars de recettes.